# Shipley
Shipley är en mindre stad och civil parish utanför Bradford, Storbritannien. Shipley ligger längs floden Aire och Leeds and Liverpool Canal. Det finns framförallt ett stort antal restauranger och pubar i området. 